# Hokushin Ittō-ryū

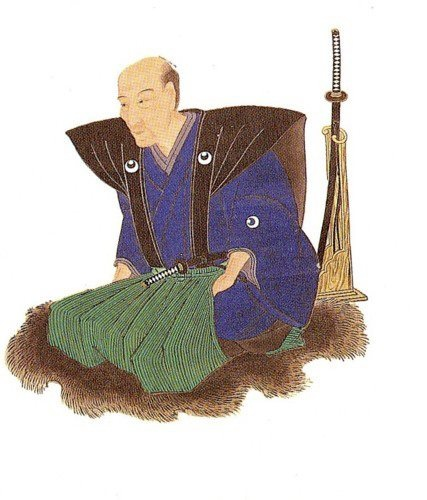
Chiba Shusaku Narimasa

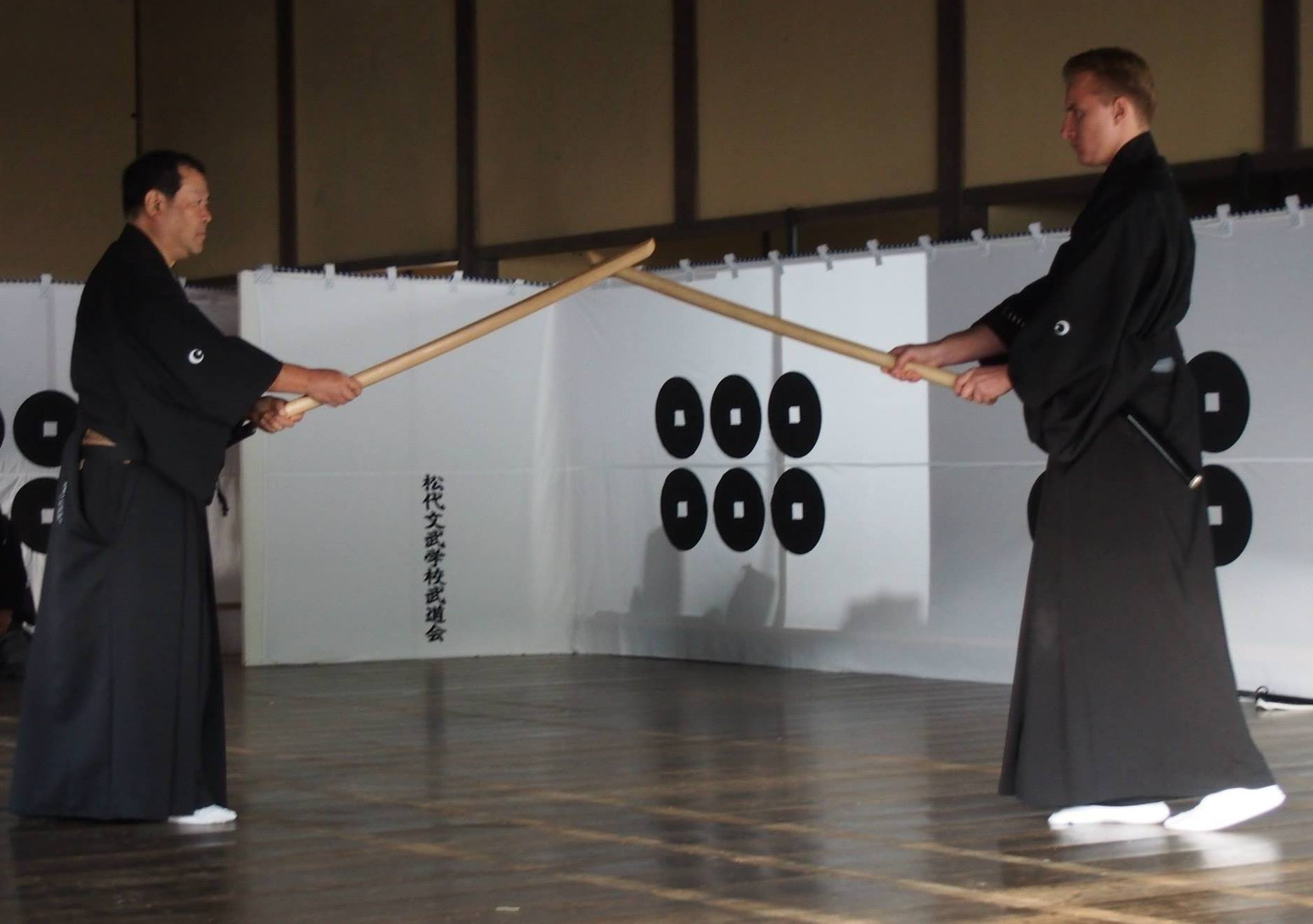
Ōtsuka Yōichirō Masanori-Sōke (6. Oberhaupt der Schule) und Ōtsuka Ryūnosuke Masatomo (7. Oberhaupt der Schule) bei einer Vorführung der Kumitachi-Kata 天 (ten, dt. Himmel)

Die Hokushin Ittō-ryū Hyōhō (jap. 北辰一刀流兵法) ist eine alte japanische Fechtschule der Kategorie Koryū (古流). Sie wurde gegen Ende der Edo-Zeit 1821 von Chiba Shūsaku Narimasa (千葉周作成政, 1794–1856) gegründet. Er war einer der letzten Meister, die als Kensei (Schwertheiliger) tituliert wurden.

## Curriculum und Charakteristika
Das Curriculum der Schule enthält hauptsächlich Kenjutsu, Battojutsu, Naginatajutsu und Jiu Jitsu. Der Fokus liegt jedoch auf dem Gebrauch des Lang- und Kurzschwertes (Katana und Wakizashi).
Die Hokushin Ittō-ryū ist eine Duellschule, die sich auf einfache, schnelle Techniken konzentriert, bei denen keine unnötigen Bewegungen gemacht werden. Die gegnerische Mittellinie mit dem Kiri-Otoshi zu brechen und den Gegner mit sehr schnellen Stichtechniken zu dominieren sind die charakteristischen Techniken dieser Schule. Der Grundsatz der Hokushin Ittō-ryū ist, dass eine perfekte Technik Verteidigung und Angriff in einer einzigen Bewegung beinhaltet.
Charakteristisch für das Training ist auch die Nutzung von Onigote (stark gepolsterten Trainingshandschuhe), die in verschiedenen Kumitachi-Kata (Partnerübungen) verwendet werden. Dieses Training fiel jedoch durch das Aufkommen von Bogu und Shinai immer mehr weg.
Dieser Stil ist eine der wenigen verbleibenden Ryūha, die Kumitachi mit Shinken (scharfen Schwertern) trainieren. Es wird verlangt, dass ein Schüler zum Ablegen seiner Shihan Prüfung (Chumokuroku/Menkyo) jede Technik mit Shinken gemeistert hat (Kumitachi und Battōjutsu). Diese gefährliche Voraussetzung garantiert, dass das Können eines jeden Shihan auf einem sehr hohen Niveau gehalten wird.

## Persönlichkeiten
Gegen Ende der Bakumatsu-Periode (1853–1867) war die Hokushin Ittō-ryū eine der drei größten und berühmtesten Schulen in ganz Japan. Schüler der Hokushin Ittō-ryū hatten außerdem einen großen Einfluss auf die Entwicklung des modernen Kendō im späten 19. Jahrhundert. Auch brachte die Schule viele berühmte und einflussreiche Personen hervor.
Einige der berühmtesten Namen:
- Sakamoto Ryoma, berühmter Revolutionär
- Itō Kashitarō, militärischer Berater der Shinsengumi
- Yamaoka Tesshū, Gründer der Ittō Shōden Mutō-Ryū
- Chiba Sana, Tochter des 1. Chiba-Dōjō-Oberhauptes
- Yamanami Keisuke, Vizekommandant der Shinsengumi
- Tōdō Heisuke, Kommandant der 8. Division der Shinsengumi
- Kiyokawa Hachirō, Gründer der Kiyokawa-Schule und der Roshigumi
- Yoshimura Kanichirō, Kenjutsu-Lehrer der Shinsengumi
- Negishi Shorei, 13. Sōke der Annaka-han Araki-ryū sowie Gründer der Negishi-ryū (Shurikenjutsu)
- Okada Sadagoro, bekannter Fechter der Bakumatsu und Meiji-Zeit sowie 14. Sōke der Annaka-han Araki-ryū
- Naitō Takaharu, eine der Schlüsselpersonen in der Entwicklung des modernen Kendō
- Takano Sasaburō, eine der Schlüsselpersonen in der Entwicklung des modernen Kendō
- Monna Tadashi, eine der Schlüsselpersonen in der Entwicklung des modernen Kendō
- Mochida Moriji, einer der bekanntesten Kendōlehrer des 20. Jahrhunderts

## Graduierungssystem
Die Hokushin Ittō-ryū hat drei Lehrstufen:
- Shoden初伝 (Anfang der Überlieferung, Anfänger)
- Chūden 中伝 (Mitte der Überlieferung, Fortgeschrittene)
- Okuden 奥伝 (Ende der Überlieferung, Meister)

Wie viele andere Koryū behielt die Hokushin Ittō-Ryū ihr traditionelles Graduierungssystem bei. Moderne Graduierungen wie Dan- und Kyū-Grade gibt es nicht. Die Schule vergibt nach wie vor Makimono (Schriftrollen) und Inka-jō (Menjō/Urkunden)
Die fünf traditionellen Schriftrollen der Hokushin Ittō-ryū sind:
1. Kirigami 剪紙
2. Hatsu-Mokuroku 初目録
3. Kajō-Mokuroku / Seigandenju 箇条目録 / 星眼伝授
4. Chū-Mokuroku / Menkyo 中目録 / 免許 (vollständige Überlieferung aller Techniken)
5. Dai-Mokuroku / Menkyo-Kaiden 大目録 / 免許皆伝 (vollständige Überlieferung des Stils)

Neben diesen gibt es noch das sogenannte Naginata-Mokuroku 長刀目録, welches die Meisterung aller Naginatajutsu-Techniken voraussetzt. Das Naginata-Mokuroku wird normalerweise zusammen mit dem Chū-Mokuroku verliehen.

## Genealogie

### Hauptlinien
In der Edo-Periode gab es zwei Hauptlinien. Die Eine war die des Stilgründers Chiba Shūsaku Narimasas und dessen Edo-Genbukan, die Andere ist die seines Bruders Chiba Sadakichi Masamichis und dessen Chiba-Dōjō. Die Linie des Edo-Genbukan starb in der Mitte der Meiji-Periode aus. Die Linie des Chiba-Dōjō existiert bis heute und wird von Ōtsuka Ryūnosuke Masatomo als 7. Sōke geführt.

#### Edo-Genbukan (ausgestorben)
1. Chiba Shūsaku Narimasa
2. Chiba Kisotarō Takatane
3. Chiba Eijirō Nariyuki (führte das Edo-Genbukan bis zu seinem Tod 1862)
4. Chiba Michisaburō Mitsutane
5. Chiba Shūnosuke Koretane

Chiba Shūnosuke Koretane restaurierte das Edo-Genbukan mithilfe von Yamaoka Tesshū und Inoue Hachirō 1883. Er war das letzte Oberhaupt des Edo-Genbukan. Das Edo-Genbukan wurde ungefähr im Zeitraum des 20. – 30. Jahre der Meiji-Periode unter Chiba Shūnosuke Koretane geschlossen. Das genaue Datum ist nicht bekannt.

#### Chiba-Dōjō
1. Chiba Sadakichi Masamichi
2. Chiba Jūtaro Kazutane
3. Chiba Tō-ichirō Kiyomitsu
4. Chiba Tsukane
5. Chiba Hiroshi Masatane
6. Ōtsuka Yōichirō Masanori
7. Ōtsuka Ryūnosuke Masatomo

Am 1. Juli 2013 wurde Ōtsuka Yōichirō Masanori vom 5. Soke, Chiba Hiroshi Masatane, zum 6. Sōke der Hokushin Ittō-Ryū Hyōhō ernannt um die alte Chiba-Linie der Schule zu bewahren und die Schule unter einem aktiven Sōke zu vereinigen. Am 26. März 2016 ernannte Ōtsuka Yōichirō seinen Ziehsohn Ōtsuka Ryūnosuke zu seinem Nachfolger und 7. Sōke der Schule. Die Ernennungszeremonie wurde im Beisein vieler hochrangiger geladener Gäste aus unterschiedlichen Koryū und des modernen Kendō im Nakano Sunplaza Hotel in Tōkyō abgehalten.

### Seitenlinien
In der Mitte der Meiji-Periode gab es viele Seitenlinien der Schule, welche von Schülern der beiden Hauptlinien gegründet wurden. Eine der bekanntesten war das Tōbukan in Mito. Es wurde von Ozawa Torakichi, einem Schüler des Edo-Genbukan gegründet.

#### Mito-Tōbukan (Ozawa-ha)
1. Ozawa Torakichi
2. Ozawa Ichirō
3. Ozawa Toyokichi
4. Ozawa Takeshi
5. Ozawa Kiyoko
6. Ozawa Tadahiko
7. Ozawa Satoshi

#### Otaru-Genbukan (Noda-ha)
Dieses Dōjō ist nicht mit dem Edo-Genbukan zu verwechseln
1. Noda Shirō (eröffnete das Otaru-Genbukan im 2. Jahr der Taisho-Periode)
2. Kobayashi Yoshikatsu
3. Konishi Shigejirō (verlagerte das Dōjō nach Tokyo und benannte es in Suginami-Genbukan um)
4. Konishi Shin’en Kazuyuki